# DVTK Jegesmedvék
DVTK Jegesmedvék – węgierski klub hokejowy z siedzibą w Miszkolcu.

## Historia
Nazwy klubu
- Miskolci Kinizsi (1978–1990)
- Miskolci Hoki Club (1990–1994)
- Miskolci JJSE – Miskolci Jegesmedve Jégkorong Sport Egyesület (1994-2015)
- DVTK Jegesmedvék (2015–)

Od 2015 DVTK występował w rozgrywkach MOL Ligi, a po ich przemianowaniu od 2017 do 2018 w Erste Liga. W czerwcu 2018 DVTK Jegesmedvék i inny węgierski klub MAC Budapeszt zostali przyjęci do słowackich rozgrywek Tipsport Ligi.
W sezonie 2015/2016 szkoleniowcem klubu był Jason Morgan.

## Osiągnięcia
- Srebrny medal MOL Liga: 2012
- Srebrny medal mistrzostw Węgier: 2012, 2013, 2014, 2018
- Udział w Pucharze Kontynentalnym: 2012/2013
- Złoty medal MOL Liga: 2015, 2016, 2017
- Złoty medal mistrzostw Węgier: 2015, 2016, 2017
- Finał Pucharu Wyszehradzkiego: 2018
- Puchar Tatrzański: 2019